# حنا شور (طسوج)
حنا شور (بالفارسية: حناشور) هي قرية تقع في إيران في Tasuj Rural District. يقدر عدد سكانها بـ 135 نسمة بحسب إحصاء 2016.